# عليق أحمر الهلب
عَوْسَج أحمر الهَلْب أو عُلَّيق أحمر الهَلب نبات دغلي أزغب اللحاء أحجن الشوك. ساقه فرعاء تعلو من متر إلى مترين. أوراقه ثلاثية الفصوص بيضية الشكل خملية البشرة. إزهراره عنقودي التجميع، لَبِدُ الأزهار الوردية. ثماره لذية الطعم والعرف برتقالية اللون. موطنه الصين واليابان وكوريا.

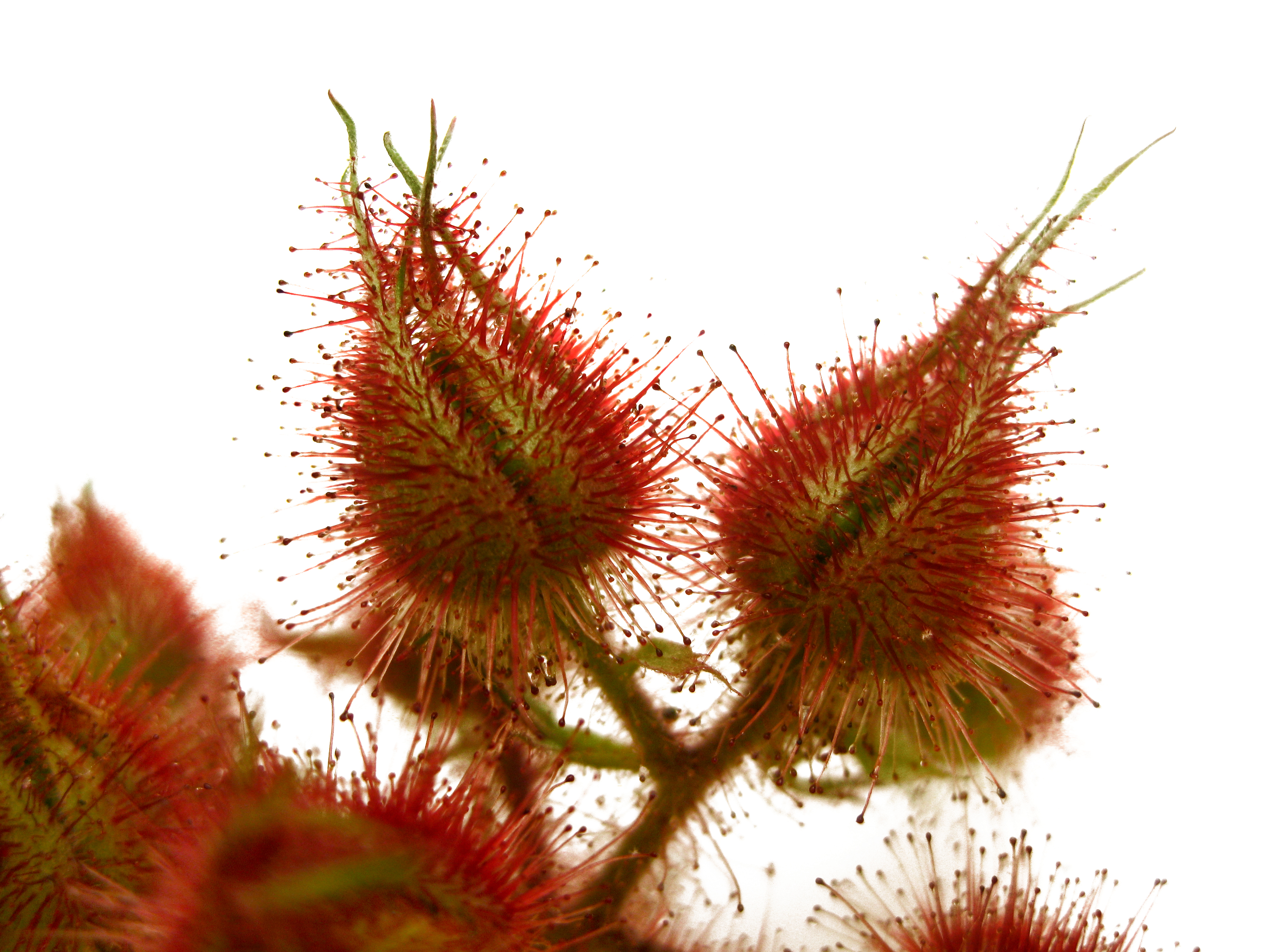
عوسج أحمر الهلب مغطى بشعر غدي